# Muret-et-Crouttes
Muret-et-Crouttes település Franciaországban, Aisne megyében. Lakosainak száma 111 fő (2022. január 1.). Muret-et-Crouttes Arcy-Sainte-Restitue, Chacrise, Droizy, Launoy, Maast-et-Violaine és Nampteuil-sous-Muret községekkel határos.

## Népesség
A település népességének változása:
| Lakosok száma | 139  | 80   | 88   | 127  | 130  | 128  | 119  | 111  | 108  | 111  |
|               | 1968 | 1982 | 1990 | 2006 | 2013 | 2015 | 2017 | 2019 | 2020 | 2022 |